# Tachina instigata
Tachina instigata är en tvåvingeart som beskrevs av Johann Wilhelm Meigen 1835. Tachina instigata ingår i släktet Tachina och familjen parasitflugor.
Artens utbredningsområde är Tyskland. Inga underarter finns listade i Catalogue of Life.